# Maymena grisea
Espèce
Maymena grisea est une espèce d'araignées aranéomorphes de la famille des Mysmenidae.

## Distribution
Cette espèce est endémique du Tamaulipas au Mexique,. Elle se rencontre dans la grotte Cueva de la Capilla.

## Description
La femelle holotype mesure 2,2 mm.

## Publication originale
- Gertsch, 1971 : A report on some Mexican cave spiders. Association for Mexican Cave Studies Bulletin, vol. 4, p. 47-111 (texte intégral).